# Ateuchus mutilatum
Ateuchus mutilatum là một loài bọ cánh cứng trong họ Bọ hung (Scarabaeidae).